# Parque nacional de Meshchiora
El parque nacional de Meshchiora (en ruso: Национальный парк «Мещёра») cubre extensos humedales (pantanos, turberas, ríos y lagos), un hábitat extremadamente rico para la biodiversidad, y bosques de pinos y abedules en las tierras bajas de Meshchiora en la llanura de Europa del Este en el óblast de Vladímir, a unos 120 km al este de Moscú. El área está asociada con la tribu medieval de los Meshchora, de la cual el área toma su nombre. En 2016, el parque nacional Meshchiorski (Мещёрский), que estaba situado justo al sur, sobre la frontera del óblast de Riazán. se fusionó con el parque nacional de Meshchiora (Мещёра) dando lugar al actual parque nacional. Meshchiora está ubicado completamente dentro de la cuenca del río Oká. Un pequeño rincón del parque toca la frontera del óblast de Moscú. Alrededor del 39 % del territorio del parque es utilizado y administrado con fines agrícolas por las comunidades locales.

## Topografía

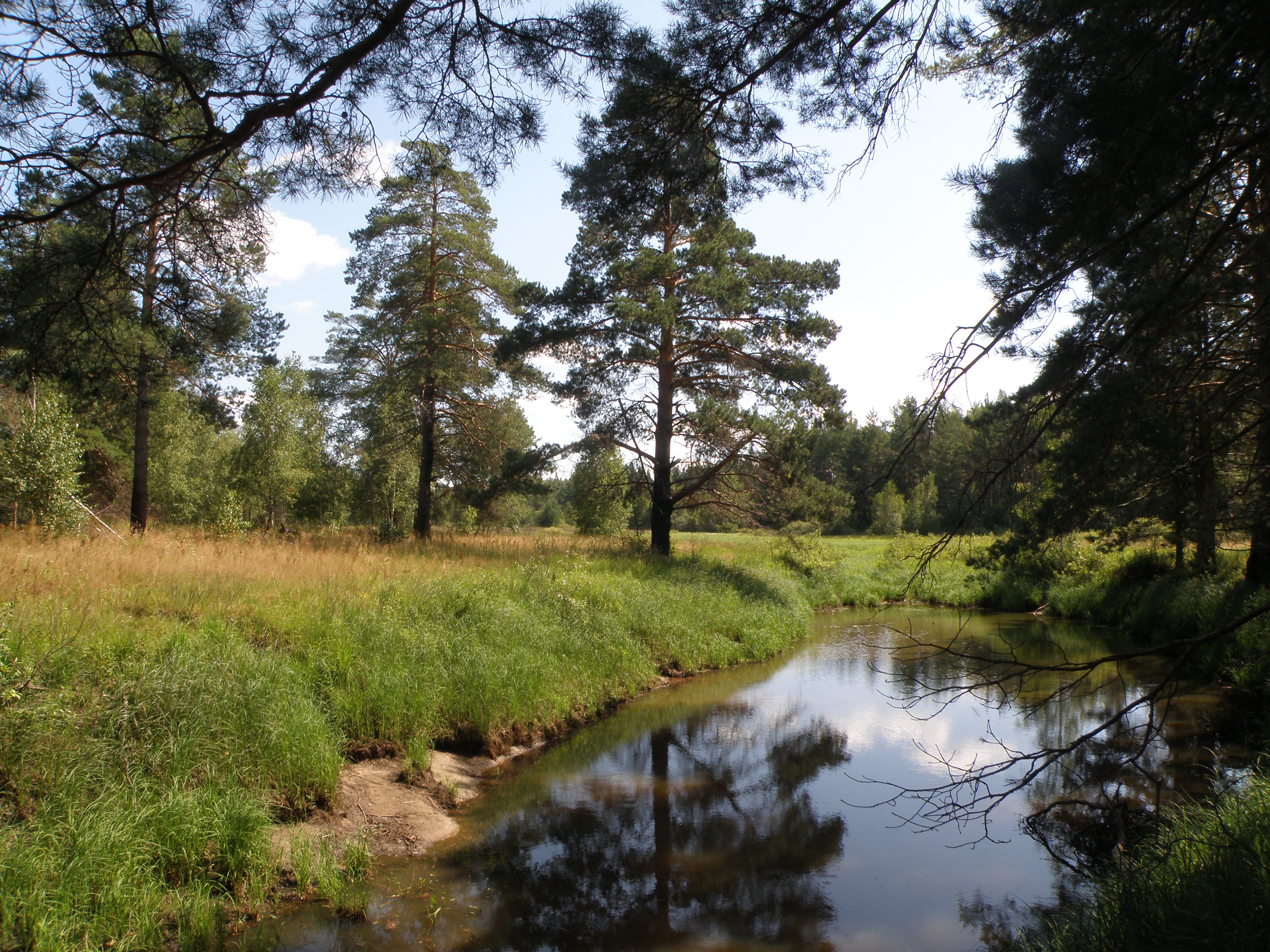
Río Buzha a su paso por el parque

Meshchiora se encuentra en un antiguo valle aluvial plano formado durante el Período Cuaternario cuando los glaciares Oká y Dniéper (y el glaciar Moscú en el extremo noroeste del parque) retrocedieron y dejaron una cubierta glaciofluvial. Hoy en día, los ríos principales, el río Buzha y el río Pol, desembocan en el Oká en llanuras aluviales lentas y serpenteantes. La altitud media en el parque varía de solo 35 metros verticalmente, desde 115 metros sobre el nivel del mar hasta 150 metros. Los puntos más altos están en morrenas dejadas por los glaciares. Los humedales experimentan inundaciones en la primavera y bajos niveles de agua y sequía durante la estación seca en el verano.
Aproximadamente el 70 % del territorio está formado por humedales, de los cuales unas 24 000 hectáreas son turberas. De las turberas, unas 12 000 hectáreas representan turberas drenadas donde se ha producido la extracción de turba. Esta zona es especialmente vulnerable a los incendios forestales.

## Ecorregión y clima
El parque se encuentra situado en la ecorregión de bosque mixto sarmático, una banda de bosques templados de frondosas que ocupa  846.100 km2 en una franja que se extiende desde el extremo sur de Noruega, pasando por el sur de Suecia, el archipiélago de Åland, el extremo suroeste de Finlandia, la totalidad de Estonia y Letonia y la mitad norte de Lituania y Bielorrusia, hasta los montes Urales, a través de la zona central de la Rusia europea.
El clima del parque es Clima continental templado (clasificación climática de Köppen (Dfb)). Este clima se caracteriza por una alta variación de temperatura, tanto diarias como estacionales; con inviernos largos y fríos y veranos cortos, cálidos y lluviosos. La precipitación anual media es de unos 406,4 mm/año. La temperatura media es de -10,5 °C (13 °F) en enero y de 23,3 °C (74 °F) en julio.

## Flora y Fauna

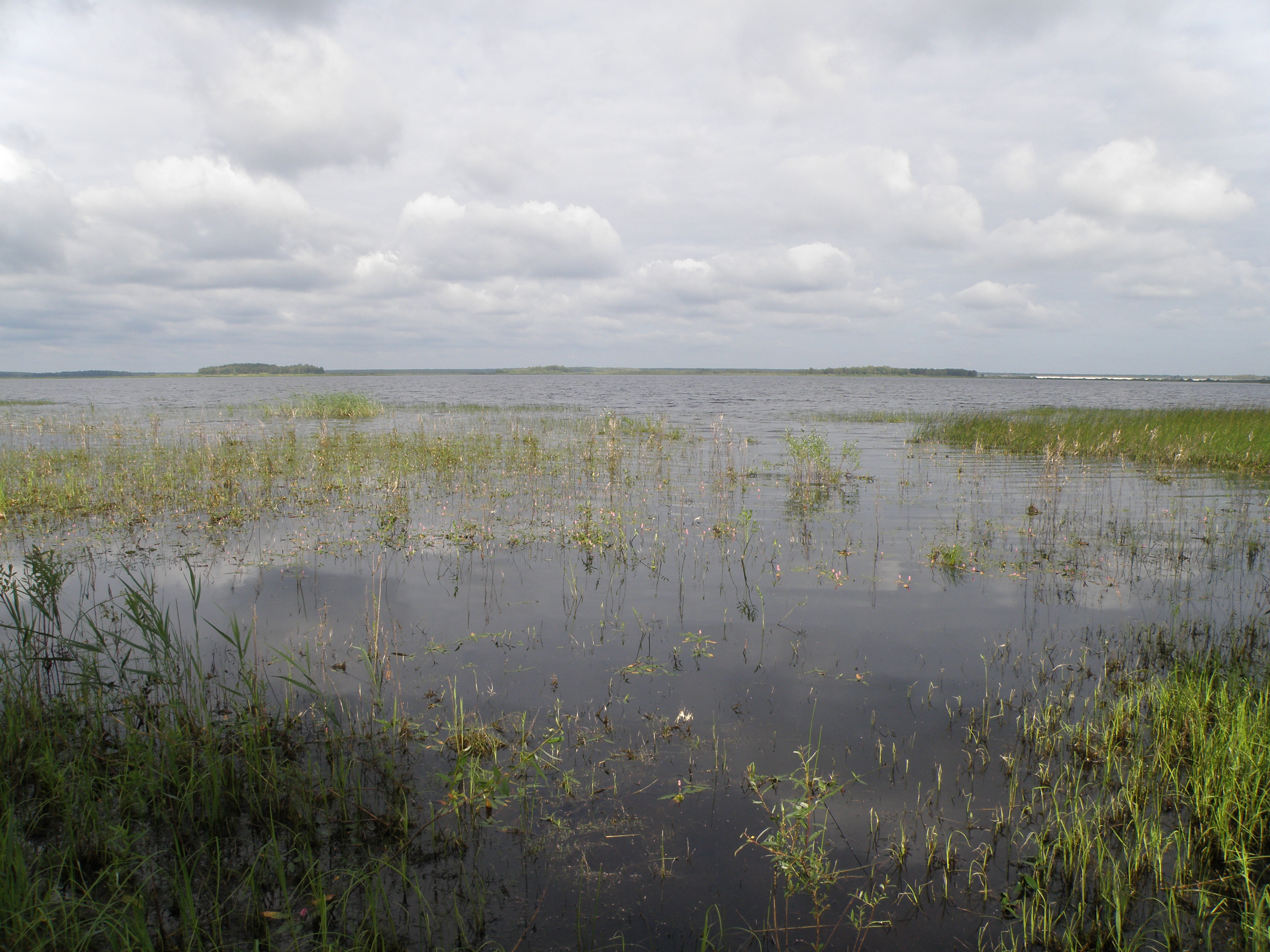
Lago Svyatoe en el verano de 2012 (vista desde la orilla este)

El parque nacional de Meshchiora es una mezcla de hábitats excesivamente húmedos y secos. Los bosques de pinos tienden a encontrarse en las colinas y crestas más secas y arenosas. Debido a la tala y los incendios del pasado, los rodales de pino de más de 100 años solo se encuentran en sitios muy concretos. Algunas áreas pequeñas de bosque de hoja ancha (principalmente robles) se encuentran en la esquina sureste del parqe. El resto de las áreas boscosas son de hojas pequeñas: abedul, arce y aliso. Las áreas no boscosas tienden hacia especies de prados, llanuras aluviales y palustres. La administración del parque señala que, si bien una cuarta parte del territorio era tierra pantanosa antes del desarrollo económico, la mayor parte se ha drenado desde entonces hasta niveles más secos. Sobre la turba restante hay prados con musgo cubierto de juncos y juncias.
Un estudio realizado de la vida vegetal en el parque registró los siguientes conteos de especies: 872 plantas vasculares (con 61 musgos), 166 líquenes, 24 hongos y varios en otras categorías.
Los humedales son un hábitat importante para los peces y las especies acuáticas. Hay 60 lagos en Meshchiora, poblados por abundantes especímenes de lucio europeo (Esox lucius), perca, rutilo (Rutilus rutilus) y carpín (Carassius carassius). Los castores son comunes y se los puede ver cavando hoyos y construyendo presas. Los recuentos de especies acuáticas han registrado 110 invertebrados acuáticos, 26 especies de peces y 10 anfibios. Las aves se sienten atraídas por los humedales, con 208 especies registradas en el parque.

## Historia

Mapa del parque nacional de Meshchiora

En la época medieval, el área era el hogar de una tribu fínica del Volga, conocida como Meshchora. Eran pescadores, cazadores y artesanos del bronce; Debido a que las tierras pantanosas de las tierras bajas de la región de Meshchiora eran menos atractivas para los grupos agrícolas (como los eslavos) que emigraron durante los siglos XI y XII, Meshchera pudo mantener su identidad y su idioma hasta relativamente tarde (probablemente el siglo XVI).
Los incendios forestales y los incendios de turba son un peligro recurrente para el parque Meshchiora. Muchas de las áreas están bastante secas durante el verano, y las áreas con turba subyacente, un combustible natural, se queman fácilmente. Para abordar esta problemática, el parque está mejorando los niveles de agua en el parque y aumentando el uso de equipos y técnicas modernas para combatir los incendios. Un informe ruso sobre los humedales del sitio Ramsar señaló en 2015 que «El parque nacional Meshchiora (vecino del sitio Ramsar de las llanuras aluviales de los ríos Oká y Pra) ha estado implementando un programa de restauración de turberas a largo plazo desde 2003. Más de 6000 hectáreas de turberas degradadas fueron rehumedecidas para 2015».

## Turismo
El parque nacional de Meshchiora está orientado a la recreación familiar y al ecoturismo. Debido a su proximidad a Moscú, hay muchas agencias de turismo que organizan tours, albergues y servicios. Para los campistas, el parque no solo cuenta con sitios para acampar, sino que también pone a disposición la contratación de cocineros, instructores y guías, y el alquiler de carpas, equipos de cocina y sacos de dormir. Para explorar las aguas, el parque alquila balsas inflables o botes a motor.